# Werner Böcking
Werner Böcking (* 25. Januar 1929 in Homberg bei Duisburg; † 5. März 2021) war ein in Xanten am Niederrhein lebender Schriftsteller.

## Werdegang
Werner Böcking absolvierte eine kaufmännische Lehre und wurde 16-jährig in den Volkssturm einberufen. Nach dem Krieg arbeitete er in zahlreichen Berufen, ab 1959 als technischer Zeichner im Archäologischen Park Xanten. Bereits ab 1955 veröffentlichte er Kurzgeschichten und Erzählungen. Später mündeten seine Interessen in zahlreichen Sachbüchern, unter anderem über die Geschichte und Archäologie am Niederrhein sowie über die Rhein-Schifffahrt und die Berufsfischerei.

## Werke (Auswahl)
- Die Römer am Niederrhein. 1978; Klartext, Essen 2005 (5. Aufl.); ISBN 3-89861-427-1
- Geschichte der Rheinschiffahrt.Textband. Steiger, Moers 1980; 385 S., 86 Ill. u. Kt.; ISBN 3-921564-39-5
- Fähre im Nebel  und andere niederrheinische Erzählungen. (Zeichnungen: Heinz Rausch), Boss-Verlag, Kleve 1984;  ISBN 3-922384-13-7
- Schiffe auf der Saar. Geschichte der Saarschiffahrt von der Römerzeit bis zur Gegenwart. Saarbrücker Druckerei u. Verlag, Saarbrücken 1984; ISBN 3-921646-71-5
- Xanten – Bilder einer alten Stadt. Boss, Kleve 1989; ISBN 3-89413-202-7
- Der Niederrhein zur römischen Zeit. Archäologische Ausgrabungen in Xanten. Verlag für Kultur und Technik, Kleve 1987; 304 S., Ill., graph. Darst.; ISBN 3-924637-09-1
- So fischte man am Niederrhein. Die einstigen Fangmethoden von Emmerich bis Neuss. Bilder eines alten Handwerks. Boss,  Kleve 1988; ISBN 3-922384-25-0
- Kielwasserrauschen. Seefahrergeschichten. Frieling, Berlin 1993; ISBN 3-89009-537-2
- Vom Schrittschuh zum Schlittschuh. Eislaufbegeisterung in Ostfriesland, Holland und am Niederrhein. SKN-Verl., Norden 2000; 271 S.; ISBN 3-928327-36-4